# Walt Mossberg
Walter S. Mossberg, plus connu sous le nom de Walt Mossberg, né le 27 mars 1947 à Warwick, dans l'État de Rhode Island, est un journaliste américain et chroniqueur spécialisé dans les nouvelles technologies.
Le Washington Post a présenté Walt Mossberg comme « l'un des hommes les plus influents dans le monde des hautes technologies ».

## Biographie
Natif de Warwick, Walt Mossberg est diplômé de l'université Brandeis et de la Graduate School of Journalism de l'université Columbia.
Journaliste et rédacteur au Wall Street Journal depuis 1970, il est basé dans les bureaux de Washington du quotidien national, où il a passé 18 ans à couvrir les affaires nationales et internationales avant de se tourner vers les nouvelles technologies.
Sa rubrique « Personal Technology » paraît tous les jeudis depuis le 17 octobre 1991. Il écrit également sa rubrique « Mossberg's Mailbox » et dirige la rubrique « The Digital Solution » du mercredi, écrite par sa collègue Katherine Boehret. Il apparaît aussi chaque semaine sur la chaîne spécialisée Fox Business Network et a animé pendant un temps une rubrique dans l'émission PC World's Digital Duo, diffusée sur la chaîne publique américaine PBS.
Il est le cocréateur et coproducteur avec Kara Swisher de D: All Things Digital, un séminaire annuel prestigieux sur l'industrie numérique.
En 2004, un portrait journalistique publié par le magazine Wired le qualifie de « faiseur de rois », affirmant que « peu de critiques ont eu autant de pouvoir pour faire les succès ou les échecs d'une industrie ». En 2007, le New Yorker révèle qu'il serait le journaliste de presse le mieux payé aux États-Unis, ses émoluments annuels au Wall Street Journal approchant le million de dollars.
En mars 2010, peu après le lancement par Apple du premier iPad, il déclare que la tablette « a le potentiel de changer profondément l'informatique mobile et de menacer l'ordinateur portable ».
Aujourd'hui, Mossberg est un des administrateurs de l'université Brandeis et a été fait docteur honoris causa en droit de l'université de Rhode Island. Il a reçu de nombreuses récompenses pour son travail.
Le 19 septembre 2013, Dow Jones & Co., propriétaire du Wall Street Journal, annonce que le contrat avec AllThingsD ne sera pas renouvelé et que Walt Mossberg quittera le journal à la fin de l'année. Le 17 décembre 2013, Mossberg publie un dernier article dans le Wall Street Journal résumant les douze produits hight tech qui ont marqué les deux dernières décennies et annonce à cette occasion qu'après les 22 années d'existence de sa rubrique « Personal Technology », ce sera sa dernière colonne dans le WSJ.
Le 2 janvier 2014, Mossberg lance avec Kara Swisher un nouveau site internet, Re/code spécialisé dans les nouvelles technologies.
En avril 2017, à l'âge de 70 ans, il annonce sa retraite à partir de juin 2017, après l'édition 2017 de la Code Conference, un rendez-vous qu'il a co-fondé en 2003 avec Kara Swisher.

## Prises de position

### Départ de Facebook
En 2018, Walt Mossberg quitte le réseau social Facebook en déclarant : « mes prorpes valeurs et les politiques et les actions de Facebook divergent à présent à un tel point que je ne m'y sens plus à l'aise ».

### Départ de Twitter
Lorsque le milliardaire américain Elon Musk rachète le réseau social Twitter en 2022, Walt Mossberg annonce qu'il réduira drastiquement son usage de ce réseau, en raison de la politique controversée de Musk, qui fait revenir sur Twitter des figures conspirationnistes ou promouvant des discours de haine. En septembre 2023, l'Anti-Defemation League (ALD), une association américaine de lutte contre l'antisémitisme, accuse Elon Musk d'encourager l'antisémitisme sur Twitter/X. Musk accuse alors l'ALD de « détruire les valeurs du réseau » en portant de telles accusations contre lui. Il menace l'association de poursuites judiciaires réclamant 22 millions de dollars américains, et il promeut, par le biais de l'algorithme du réseau, le mot-clé "#BanALD" ("BannisezL'ALD"), populaire parmi l'extrême-droite. Walt Mossberg accuse alors publiquement Musk d'avoir changé Twitter en « fosse septique » où la haine et en particulier l'antisémitisme prolifèrent, et qui « ne cesse de se rapprocher du niveau de Truth Social », et il ferme son compte sur Twitter/X,.